# Metastenasellus powelli
Metastenasellus powelli är en kräftdjursart som beskrevs av Guy Magniez1979. Metastenasellus powelli ingår i släktet Metastenasellus och familjen Stenasellidae. Inga underarter finns listade i Catalogue of Life.